# Euplexia polycmeta
Euplexia polycmeta är en fjärilsart som beskrevs av Turner 1902. Euplexia polycmeta ingår i släktet Euplexia och familjen nattflyn. Inga underarter finns listade i Catalogue of Life.